# Duje Dukan
Duje Dukan, né le 4 décembre 1991 à Split en Croatie, est un joueur de basket-ball croate naturalisé américain. Il évolue aux postes d'ailier fort et de pivot.

## Biographie
Au mois d'août 2020, il s'engage avec le TAU Castelló en deuxième division espagnole.